# Wellenstein (Luxemburg)
Wellenstein (Luxemburgs: Wellesteen) is een voormalige gemeente in het Luxemburgse Kanton Remich.
Wellenstein bestaat voor een groot deel uit wijngaarden, wat terugkomt in het gemeentewapen dat drie druivenbladeren toont.

In het dorp Wellenstein is de grootste wijncoöperatie van Luxemburg gevestigd. Op ruim 230 hectare wijnbergen produceert deze coöperatie ruim 3 500 000 liter wijn. Het dorp Wellenstein heeft een oud dorpskarakter; in de karakteristieke dorpskern staan huizen uit de 18de eeuw. Ook is er een opvallende crèche annex kleuterschool te vinden, ontworpen door de Luxemburgse architect François Valentiny.
Vanaf de laatste zaterdag van juli wordt er jaarlijks een groot dorpsfeest gehouden dat Wellensteiner kermis genoemd wordt. Op de afsluitende maandag brengen vanuit de wijde omgeving duizenden mensen een bezoek aan deze kermis.
De gemeente Wellenstein is per 1 januari 2012 met de gemeenten Schengen en Burmerange gefusioneerd. De nieuwe gemeente draagt als naam "Schengen".

## Ontwikkeling van het inwoneraantal
| Jaar                              | 2001 | 2002 | 2003 | 2004 | 2005 | 2009 |
| --------------------------------- | ---- | ---- | ---- | ---- | ---- | ---- |
| Inwoneraantal                     | 1266 | 1293 | 1296 | 1268 | 1297 | 1482 |
| Opmerking: tellingen op 1 januari |      |      |      |      |      |      |

## Plaatsen in de voormalige gemeente
- Bech-Kleinmacher
- Schwebsange
- Wellenstein